# Université de l'Oklahoma

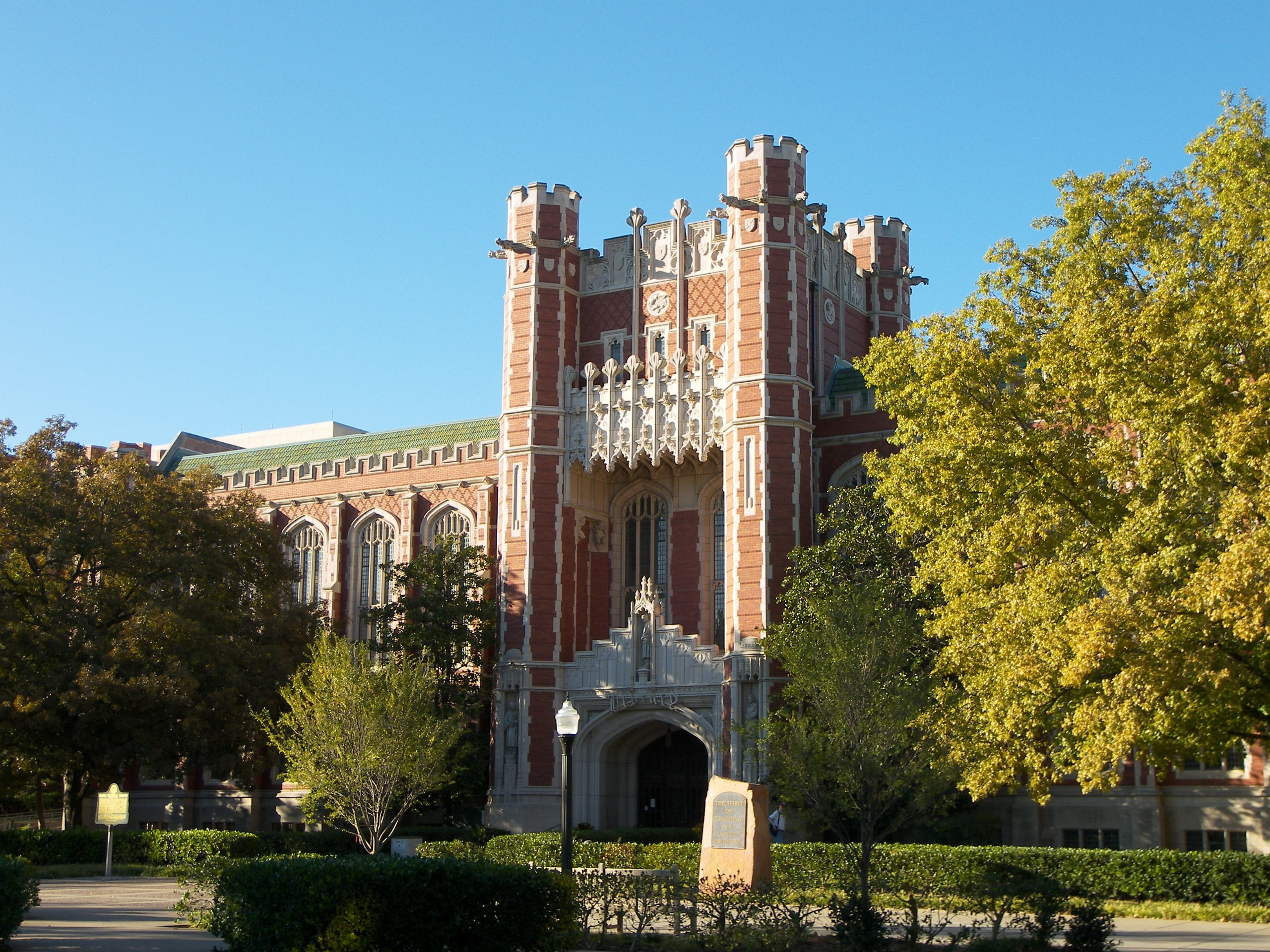
La bibliothèque Bizzell, un des bâtiments de l'université de l'Oklahoma

L'université de l'Oklahoma (en anglais, University of Oklahoma), est une université publique située à Norman, dans l'État américain d'Oklahoma. Elle a été fondée en 1890 et compte aujourd'hui 2 000 employés académiques et 30 000 étudiants.

## Élèves célèbres
- Sam Bradford, joueur de football américain
- Blake Griffin, basketteur
- Fred Haise, astronaute
- Buddy Hield, basketteur
- Shannon Lucid, astronaute
- Kirstin Maldonado, chanteuse de PTX (Pentatonix)
- Adrian Peterson, joueur de football américain
- Jack Swagger, catcheur
- Wayman Tisdale, basketteur et bassiste
- « Dr. Death » Steve Williams, catcheur

## Sport
Au niveau sportif, les Sooners de l'Oklahoma défendent les couleurs de l'université de l'Oklahoma.